# インフィニットループ 古城が見せた夢
『インフィニットループ 〜古城が見せた夢〜』（インフィニットループ こじょうがみせたゆめ）は、2008年7月24日に日本一ソフトウェアから発売されたアドベンチャーゲーム。幽霊になった主人公が周りの人間に憑依し、城内を探索していく。憑依といっても相手としゃべったり、相手を支配するということはできず、相手と一緒に動くことしかできない。憑依中の人物に夢を見せることで、間接的に悲劇を回避することが目的となる。
2008年6月13日から、音泉でインターネットラジオが配信されていた。

## システム

### 憑依
主人公は常に誰かに憑依しなければならない。別の人物に憑依するには、現在憑依中の人物が別の人物と会話している時に、相手側に移動すれば良い。行動は全て憑依する人物に委ねられるため、いつ誰と会話するのか、その人物がどう行動するのかを把握することが重要となる。
ただし、城内には死神が存在し、主人公と同じく常に誰かに憑依している。もしも死神と遭遇してしまうと、その間は別の人物に憑依出来なくなる上に、メッセージを進める度にHPが減少してしまう。死神に憑依された人物との会話が終わる前にHPが尽きてしまうと初日にループしてしまう。

### 夢
霊体となった主人公が行える唯一の行動。憑依中の人物の就寝中に夢を見せる事が出来る。夢は憑依中に得たキーワードを使用して見せる。これにより、憑依中の人物にイメージを伝えたり、行動を促したりする事が可能。関係無い時に関係無い夢を見せても「変な夢だった」で済まされてしまう。ストーリー上必要なもの以外にも、その人物の行動パターンを変化させたり、思い出に浸らせたりする、所謂隠しイベントも多数存在する。

### タイムテーブル
登場人物がいつ何処にいたか、誰と会話していたかを記録する図表。主人公が人物に憑依して実際に体験する事によって埋まって行き、ストーリーのショートカットにも利用される。このタイムテーブルが全て埋まる時、城内に起きていた全ての事象が明らかになる。

### ループ
一定の時期に達すると、誰かの死や暴動と言った悲劇が起こってしまい、冒頭の主人公の死の瞬間にループする。その時期までに条件を満たし、悲劇を回避するとストーリーが進行する。ループしてもキーワードやタイムテーブルの情報は引き継がれるので、ループを繰り返して情報を集めることが悲劇回避へのステップとなる。
悲劇の回避に成功した場合、それ以降のループでもその悲劇を回避した事実は残る。例えば、三日目に人物Aが死ぬと仮定し、主人公の行動でそれが回避されたとする。その後でループして初日に戻った場合、再び主人公が行動を起こすまでも無く三日目に人物Aが死ぬ事はない。…といった具合に、一度回避に成功すれば以降のループでは同じ悲劇の回避のために再び駆けずり回る必要も無い。但し、その事実はプレイヤーの意志で消してしまうことも可能。

## ストーリー
小国リゼーブルグでは、国王亡き後、王宮では流行病が蔓延していた。そんな中、王子ウィリアムは王位継承の日の前日死神と会い、命を落としてしまう。幽霊となったウィリアムは、自分の遺体を最初に発見したメイドに憑依し城内を見回っていると、占い師から話しかけられる。占い師の「流行病は死神のせい。魂が現世にとどまったことには意味がある」という言葉を理解し、自分の死後起こる悲劇を回避するため、動き出す。

## 登場人物
ウィリアム
主人公。前王の父の急逝により王位を継ぐ事になったが、セレスティアとの婚儀の前日に死神と遭遇してしまい、命を落とす。
死後は霊体となりながらも、城に起こる悲劇を回避する為に奔走する。
正義感が強く、人望も厚かった。
セレスティア
声 - 松岡由貴
隣国の姫であり、政略結婚でウィリアムに嫁ぐためにやってきた。
ウィリアムを慕い、彼の死後も尚愛している。少し気弱な性格である。
ヴィーネ
声 - 真堂圭
ウィリアムの妹。本名はヴァネッサ。度々チビるので、アイシャに怒られている。
年齢の割におませなところがあり、怪しい本をよくベッドの下に隠している。
基本的に読書が好きで、よく本を読んでいるが、人の本をこっそり持ち出してしまう悪い癖がある。
アイシャ
声 - 荒井静香
王城に勤めるメイド。心優しく、気立てもいい。ウィリアムの遺体を最初に見つけた人物である。
見た目は少々ぽっちゃりとした感じで、食いしん坊な所がある。
王族の人たちの食べ残しをこっそりつまみ食いすることもある。
グラント
声 - 吉川裕朋
王城の近くに住まう、落ちぶれた貴族。セレスティアに横恋慕している。
ネルズ
声 - 麻生敬太郎
国政を執り仕切る宰相。ウィリアムの死後、国葬の予算に頭を悩ませている。
タチアナ
声 - 長島伸子
先王の時代から城のすみに立てられた小屋に住まう占い師。常に怪しげな呪文を口にしている。
メアリ
声 - 香坂夏希
アイシャと同じく王城に勤めるメイド。玉の輿を狙っており、時々仕事をサボっている。
ジミー
声 - 里見圭一郎
王城に勤める衛兵。主に門番として城の警備に当たっている。
ペリテ
声 - 窪田吾朗
教会の司教。国の行く末を案じている。
ルケス
声 - 川村拓央
成り上がりの商人。王城の御用達になろうと様々な人に接触を図る。
金に汚い悪徳商人にも見えるが、悪人ではない。
ドレン
声 - 藤本隆行
地下牢に囚われている囚人。